# Бели (Торжокский район)
Бели — деревня в Торжокском районе Тверской области, расположенная недалеко от Таложенки, притоке реки Осуга.
Соседние деревни — Таложня, Упрышкино, Рудниково.

## Население
| 2010 |
| ---- |
| 20   |